# Zülfiyyə Hüseynova
Zülfiyyə Yusif qızı Hüseynova (ur. 15 października 1970) – azerska judoczka i sambistka. Dwukrotna olimpijka. Zajęła siódme miejsce w Atlancie 1996 i Sydney 2000. Walczyła wadze lekkiej.
Piąta na mistrzostwach świata w 1999; uczestniczka zawodów w 1993 i 1997. Startowała w Pucharze Świata w 1992, 1995, 1996, 1998-2000 i 2002. Piąta na mistrzostwach Europy w 1993, 1996, 1997 i 1998. Wygrała akademickie MŚ w 1998. Mistrzyni igrzysk wojskowych w 1995 i trzecia w 1999. Zdobyła złoty medal MŚ wojskowych w 1998 roku. W sambo zdobyła siedem medali na mistrzostwach świata i trzy na mistrzostwach Europy.

## Letnie Igrzyska Olimpijskie 1996
| Konkurencja | Eliminacje               | Repasaże             | Repasaże            | Repasaże                | Klas. końcowa |
| Konkurencja | Przeciwnik I             | Przeciwnik I         | Przeciwnik II       | Przeciwnik III          | Miejsce       |
| ----------- | ------------------------ | -------------------- | ------------------- | ----------------------- | ------------- |
| 56 kg       | Isabel Fernández (ESP) P | Narelle Hill (AUS) Z | Mária Pekli (HUN) Z | Marisabel Lomba (BEL) P | 7.            |

## Letnie Igrzyska Olimpijskie 2000
| Konkurencja | Eliminacje          | Repasaże                 | Repasaże                        | Repasaże             | Klas. końcowa |
| Konkurencja | Przeciwnik I        | Przeciwnik I             | Przeciwnik II                   | Przeciwnik III       | Miejsce       |
| ----------- | ------------------- | ------------------------ | ------------------------------- | -------------------- | ------------- |
| 57 kg       | Mária Pekli (AUS) P | Françoise Nguele (CMR) Z | Pernilla Ribeiro Novais (SWE) Z | Kie Kusakabe (JPN) P | 7.            |